# Pænda

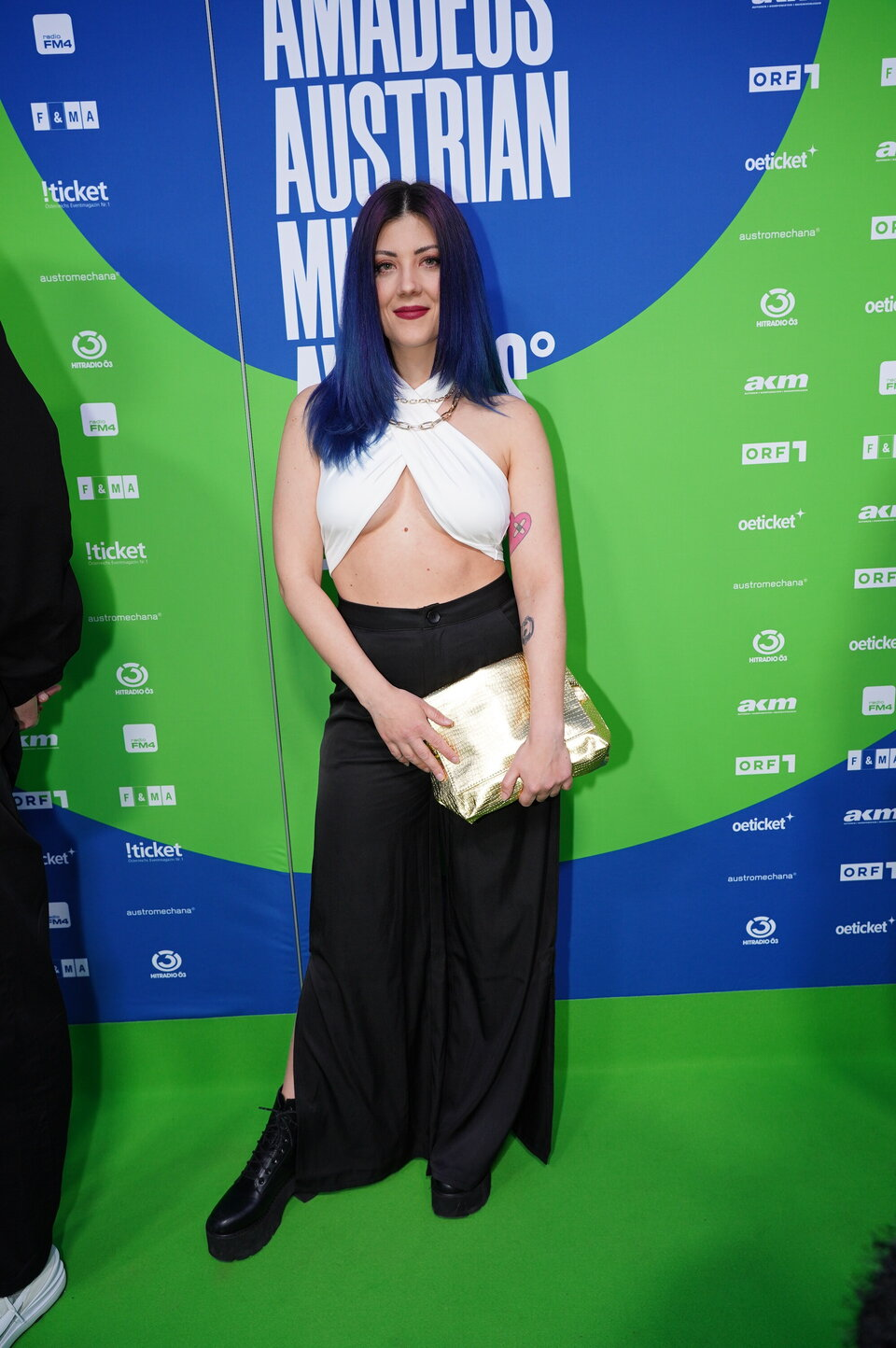
PAENDA beim Amadeus 2022

Pænda (* 25. Jänner 1988 als Gabriela Horn in Deutschlandsberg) ist eine österreichische Singer-Songwriterin. Sie vertrat Österreich beim Eurovision Song Contest 2019 in Tel Aviv.

## Leben
Pænda wuchs in ihrem Geburtsort Deutschlandsberg auf und begann im Alter von sechs Jahren in einem Chor zu singen. Mit 14 Jahren schrieb sie ihre ersten eigenen Lieder. Sie lernte Gitarre und Klavier spielen und zog im Alter von 20 Jahren nach Wien, wo sie Jazz und Pop am Vienna Music Institute studierte und die Ausbildung 2013 mit Auszeichnung abschloss. 2015 nahm sie an der deutschen Castingshow Popstars teil.
Pænda lebt in Wien, wo sie in ihrem Heimstudio komponiert, textet und vertont. Bei ihren Aufnahmen spielt sie alle Instrumente selbst, bei Live-Auftritten wird sie von ihrer Schwester und einer Freundin begleitet. Neben ihrer Musikkarriere arbeitet sie als Gesangslehrerin für Pop an der Musikschule Leobersdorf.
Pænda ist seit 2022 mit Lukas Plöchl liiert, dem Frontman der Trackshittaz, der Teilnehmer-Band des Eurovision Song Contest 2012.

### 2016–2018:Evolution I
2016 begann sie, offiziell als Pænda Musik zu machen. Ihre erste Single Waves, die Ende 2016 erschien, zog einige Aufmerksamkeit auf sich und wurde unter anderem auf FM4 gespielt. Im Jänner 2018 erschien die zweite Single Good Girl, und im Februar wurde ihr Debütalbum Evolution I bei Wohnzimmer Records veröffentlicht. Enthalten sind zwölf Songs, die meist nachts im eigenen Heimstudio entstanden sind. Das Album mit Einflüssen aus Pop, Elektronik und Hip-Hop wurde von den Medien positiv aufgenommen. Anfang Mai 2018 erschien ihre dritte Single Paper-thin.

### 2018–2020: Eurovision Song Contest,Evolution IIundMy Heart
Anfang 2019 wurde Pænda von einer Fachjury unter der Leitung von Eberhard Forcher ausgewählt, Österreich beim 64. Eurovision Song Contest in Tel Aviv zu vertreten. Die Programmchefin des ORF, Kathrin Zechner, erklärte, mit Pænda ein „ausdrucksstarkes Zeichen für das moderne, kraftvolle Musikland Österreich“ setzen zu wollen. Sie trug ihren Song Limits vor, schied aber im zweiten Semifinale aus. Im April 2019 veröffentlichte sie ihr zweites Album Evolution II. Im Laufe des Jahres folgten die Single-Auskopplungen Like a Domino, So Loud und Filler. Im selben Jahr ging sie auf Club-Tour in Europa. Im April 2020 erschien die Single Best of It in Zusammenarbeit mit G X G. Mit Want Me Not to Want You und Perfect Fit folgten im Juli und September zwei weitere Singles.
Im Oktober 2020 erschien die Single Friend Zone. Im November 2020 erschien die Single My Heart. Im gleichen Monat veröffentlichte sie ihre erste EP My Heart.

### Seit 2021: My Issues
Anfang Februar 2021 veröffentlichte sie die Single Lovers we know, welche die erste Singleauskopplung aus ihrer zweiten EP My Issues ist.

## Diskografie

### Alben
- 2018: Evolution I
- 2019: Evolution II
- 2020: My Heart
- 2021: My Issues[22]

### Singles
- 2016: Waves
- 2018: Good Girl
- 2018: Paper-thin
- 2019: Limits
- 2019: Like a Domino
- 2019: So Loud
- 2019: Filler
- 2020: Best of It mit G X G
- 2020: Want Me Not to Want You
- 2020: Perfect Fit
- 2020: Friend Zone
- 2021: Lovers We Knew
- 2021: Come Around (mit Adam Bü & Moodygee)
- 2021: High and Dry
- 2021: All 2 You (mit Adam Bü & Moodygee)
- 2021: If That's What You Like
- 2021: White Noise (mit TMW & Moodygee)
- 2021: Animal
- 2021: We're Good
- 2021: Boys 4 Breakfast (mit KTEE & Vida Noa)
- 2021: Zero Gravity
- 2021: Deep Vibes (mit Maone)
- 2021: Run To You
- 2022: Upset
- 2022: Your Song (mit N-Chased & Tony Vida)